# Viaducto de los Tilos
El viaducto de Los Tilos, se encuentra sobre el barranco del Agua en el municipio de San Andrés y Sauces en la isla de La Palma (Islas Canarias, España).

## Descripción
Este viaducto tiene un arco de 255 metros de luz que cruza un barranco de 150 metros de profundidad sin apoyos intermedios. La longitud total de la obra de ingeniería es de 353 m. Sirve de conexión para la carretera LP-1 que une la capital de la isla con los municipios del norte. Fue inaugurado por la ministra de Fomento, Magdalena Álvarez, el 18 de diciembre de 2004.

## Materiales
La inversión rondó los 5,4 millones de euros[cita requerida] y se enmarca dentro del convenio entre el Ministerio de Fomento y el Gobierno de Canarias.